# Wilhelm von Döbeln (läkare)
David Johan Wilhelm von Döbeln, född den 21 november 1912 i Uppsala, död den 10 juli 1995 i Stockholm, var en svensk läkare. Han tillhörde adelsätten von Döbeln.
von Döbeln avlade medicine licentiatexamen vid Uppsala universitet 1939. Han var underläkare på medicinska kliniken vid Serafimerlasarettet 1942–1945, assistent vid
fysiologiska institutionen på Gymnastiska centralinstitutet 1945–1946, laborator i flygmedicin vid Statens nämnd för flyg- och navalmedicinsk forsknings- och försöksverksamhet 1948 (tillförordnad 1946) samt vid sidan därav flygläkare av första graden i flygvapnet 1949. von Döbeln promoverades till medicine doktor vid Karolinska institutet 1957 och var biträdande professor vid Statens medicinska forskningsråd 1970–1978. Han publicerade skrifter i fysiologi och försvarsmedicin. von Döbeln blev riddare av Nordstjärneorden 1962.